# Colincamps
Colincamps est une commune française située dans le département de la Somme, en région Hauts-de-France.

## Géographie

### Localisation
Colincamps est un village rural de la Somme, limitrophe du Pas-de-Calais et situé à 16 km à vol d'oiseau au nord d'Albert, 17 km à l'est de Bapaume, 25 km au sud-ouest d'Arras, 25 km au sud-est de Doullens et 32 km au nord-est d'Amiens.
Il se trouve dans l'aire d'attraction d'Amiens et dans la zone d'emploi de cette ville, ainsi que dans le bassin de vie d'Albert.

#### Communes limitrophes
Les communes limitrophes sont  Courcelles-au-Bois, Hébuterne, Mailly-Maillet et Sailly-au-Bois.

### Géologie et relief
La superficie de la commune est de 4,38 km2 ; son altitude varie de 134  à   157 mètres.

### Hydrographie
La commune est située dans le bassin Artois-Picardie. Elle n'est drainée par aucun cours d'eau.

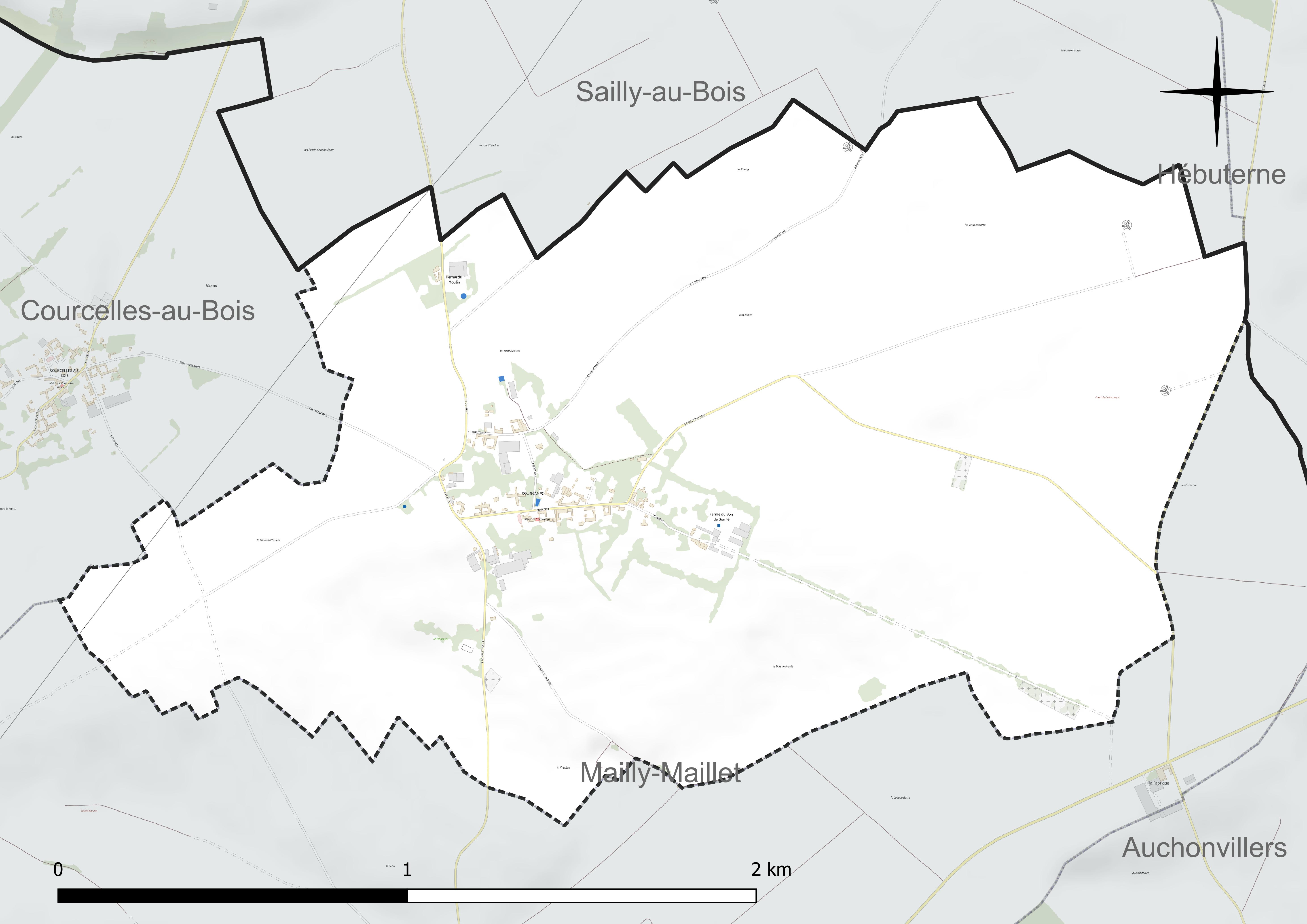
Réseau hydrographique de Colincamps.

### Climat
Pour des articles plus généraux, voir Climat des Hauts-de-France et Climat de la Somme.
En 2010, le climat de la commune est de type climat océanique dégradé des plaines du Centre et du Nord, selon une étude du CNRS s'appuyant sur une série de données couvrant la période 1971-2000. En 2020, Météo-France publie une typologie des climats de la France métropolitaine dans laquelle la commune est exposée à un climat océanique et est dans la région climatique Nord-est du bassin Parisien, caractérisée par un ensoleillement médiocre, une pluviométrie moyenne régulièrement répartie au cours de l'année et un hiver froid (3 °C).
Pour la période 1971-2000, la température annuelle moyenne est de 9,7 °C, avec une amplitude thermique annuelle de 14,6 °C. Le cumul annuel moyen de précipitations est de 848 mm, avec 12,3 jours de précipitations en janvier et 9,5 jours en juillet. Pour la période 1991-2020, la température moyenne annuelle observée sur la station météorologique la plus proche, située sur la commune de Saulty à 13 km à vol d'oiseau, est de 10,4 °C et le cumul annuel moyen de précipitations est de 899,7 mm,. Pour l'avenir, les paramètres climatiques de la commune estimés pour 2050 selon différents scénarios d'émission de gaz à effet de serre sont consultables sur un site dédié publié par Météo-France en novembre 2022.

## Urbanisme

### Typologie
Au 1er janvier 2024, Colincamps est catégorisée commune rurale à habitat dispersé, selon la nouvelle grille communale de densité à sept niveaux définie par l'Insee en 2022.
Elle est située hors unité urbaine. Par ailleurs la commune fait partie de l'aire d'attraction d'Amiens, dont elle est une commune de la couronne,. Cette aire, qui regroupe 369 communes, est catégorisée dans les aires de 200 000 à moins de 700 000 habitants,.

### Occupation des sols

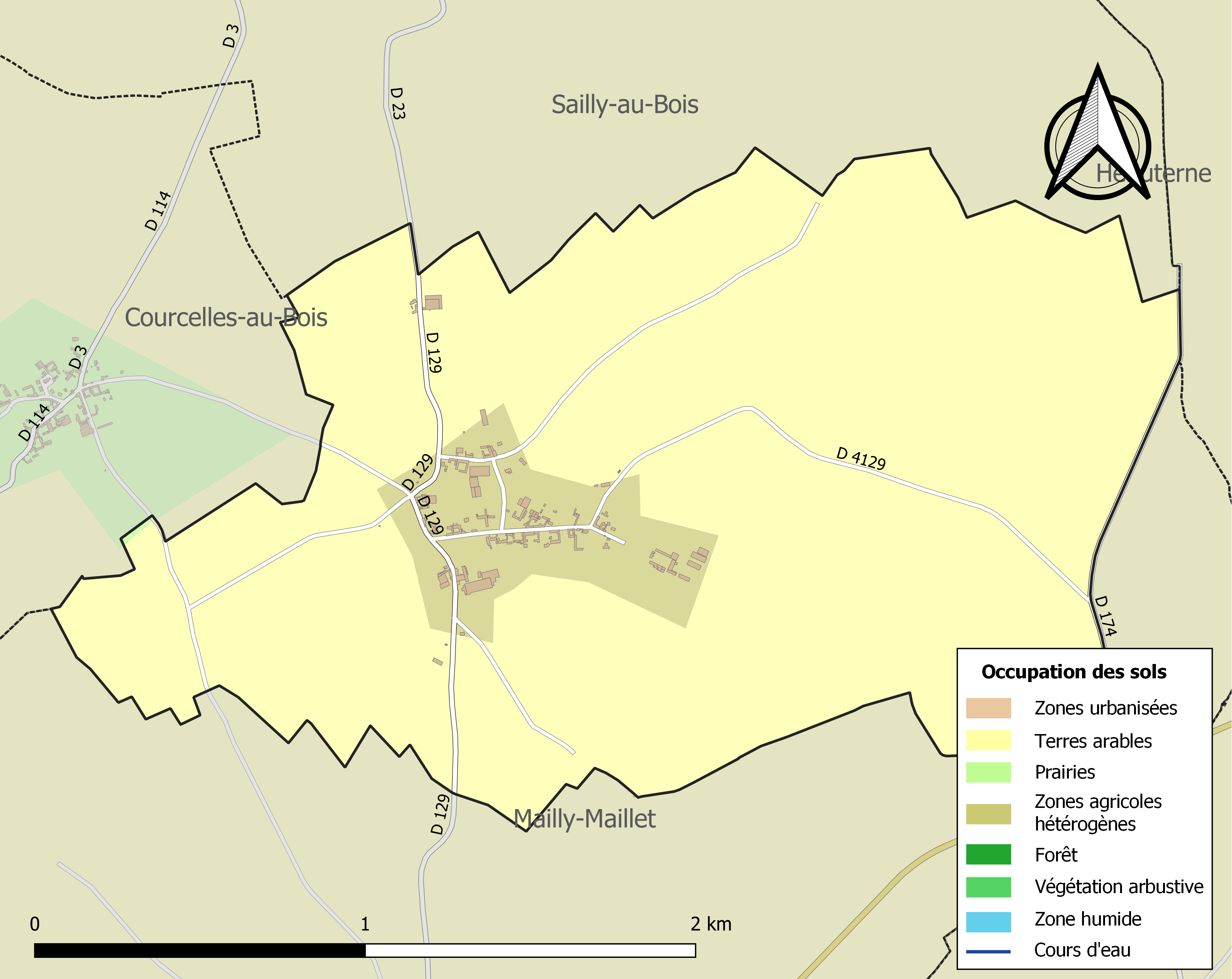
Carte des infrastructures et de l'occupation des sols de la commune en 2018 (CLC).

L'occupation des sols de la commune, telle qu'elle ressort de la base de données européenne d'occupation biophysique des sols Corine Land Cover (CLC), est marquée par l'importance des territoires agricoles (100 % en 2018), une proportion identique à celle de 1990 (100 %). La répartition détaillée en 2018 est la suivante : 
terres arables (91,6 %), zones agricoles hétérogènes (8,3 %), prairies (0,1 %). L'évolution de l'occupation des sols de la commune et de ses infrastructures peut être observée sur les différentes représentations cartographiques du territoire : la carte de Cassini (XVIIIe siècle), la carte d'état-major (1820-1866) et les cartes ou photos aériennes de l'IGN pour la période actuelle (1950 à aujourd'hui).

### Habitat et logement
En 2021, le nombre total de logements dans la commune était de 41, alors qu'il était de 46 en 2016 et de 40 en 2011.
Parmi ces logements, 81 % étaient des résidences principales, 4,8 % des résidences secondaires et 14,3 % des logements vacants. Ces logements étaient  tous des maisons individuelles.
Le tableau ci-dessous présente la typologie des logements à Colincamps en 2021 en comparaison avec celle de la Somme et de la France entière. Une caractéristique marquante du parc de logements est ainsi la faible proportion des résidences secondaires et logements occasionnels (4,8 %) par rapport au département (8,4 %) et à la France entière (9,7 %).
| Typologie                                               | Colincamps | Somme | France entière |
| ------------------------------------------------------- | ---------- | ----- | -------------- |
| Résidences principales (en %)                           | 81         | 83,1  | 82,2           |
| Résidences secondaires et logements occasionnels (en %) | 4,8        | 8,4   | 9,7            |
| Logements vacants (en %)                                | 14,3       | 8,5   | 8,1            |

## Toponymie
Le nom du lieu est attesté sous les formes Coluncamp en 1230 ; Coulencamp en 1252 ; Coloncamp en 1262 ; Colencamp en 1431 ; Coulincampt et Coullincampt en 1513 ; Colleincamps en 1563 ;Collencamps en 1567 ; Coullincamp en 1657 ; Colincamp en 1733 ; Calincamps en 1764 ; Collenchamp en 1787.
Sailly-au-Bois cède en 1849, avec Mailly-Maillet une partie de son territoire, sur l'ancienne frontière de Picardie en limite du Pas-de-Calais, qui donne naissance à la commune de Colincamps. Colincamps est un ancien hameau de Sailly-au-Bois,.

## Histoire

### Époque contemporaine
La commune est créée en 1849 par détachement de Mailly-Maillet (dans la Somme) et de Sailly-au-Bois (Pas-de-Calais).
Durant l'offensive du printemps de la Première Guerre mondiale, la commune est prise par l'armée allemande le 26 mars 1918.

Colincamps durant la Première Guerre mondiale, le 15 avril 1918
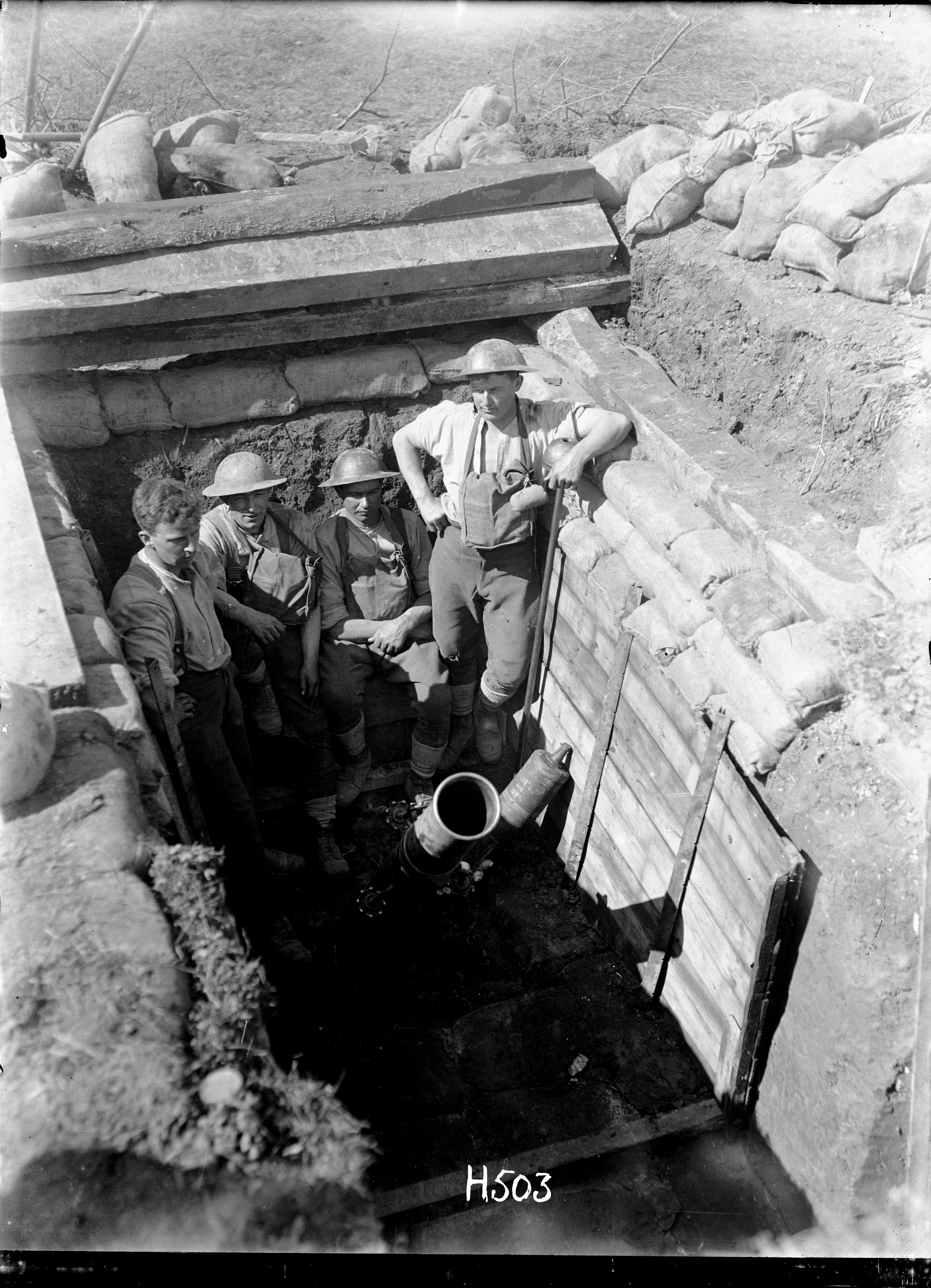
Vue sur une batterie de mortiers de tranchée néo-zélandaise
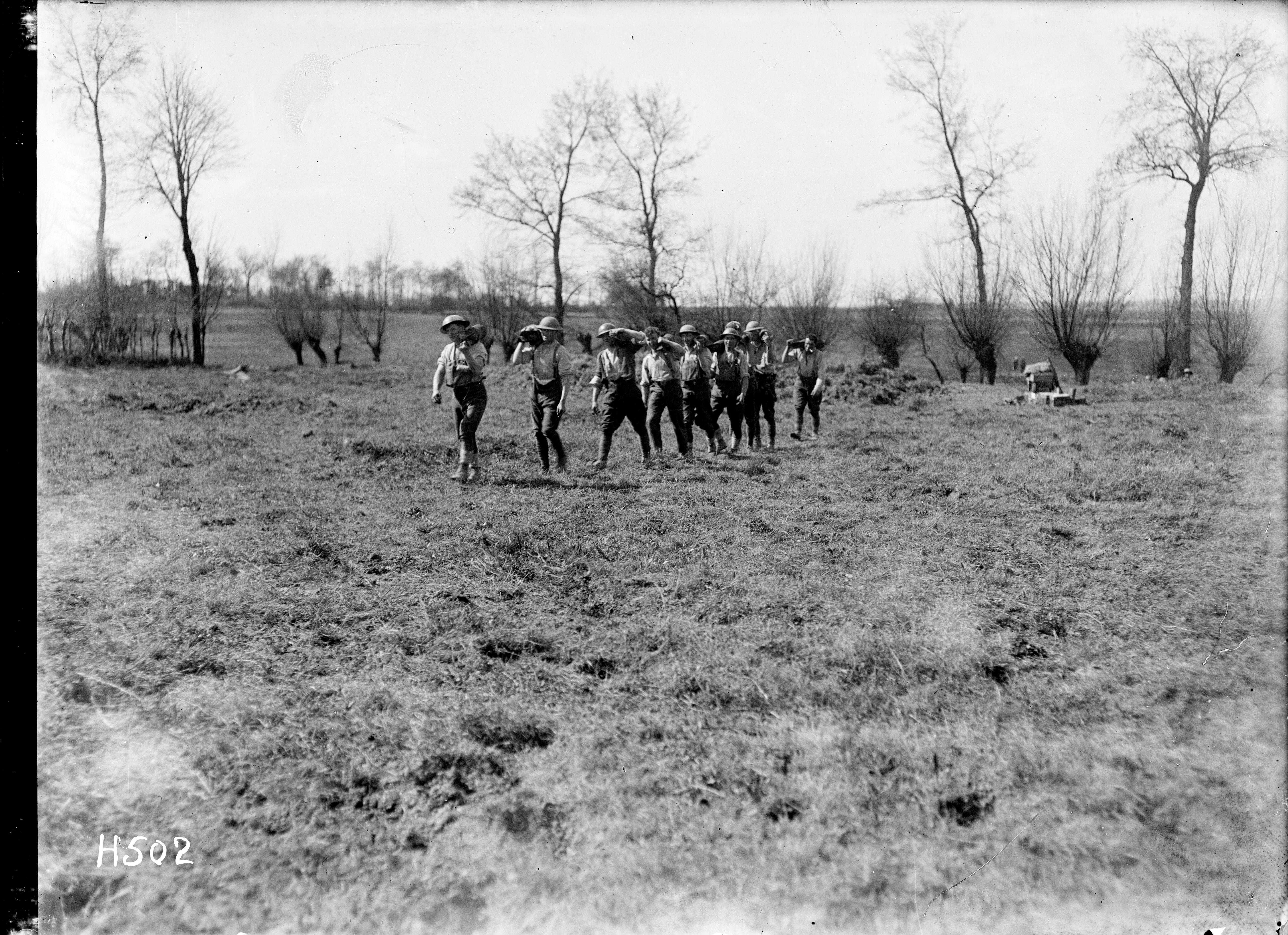
Soldats transportant des munitions pour une batterie néo-zélandaise.
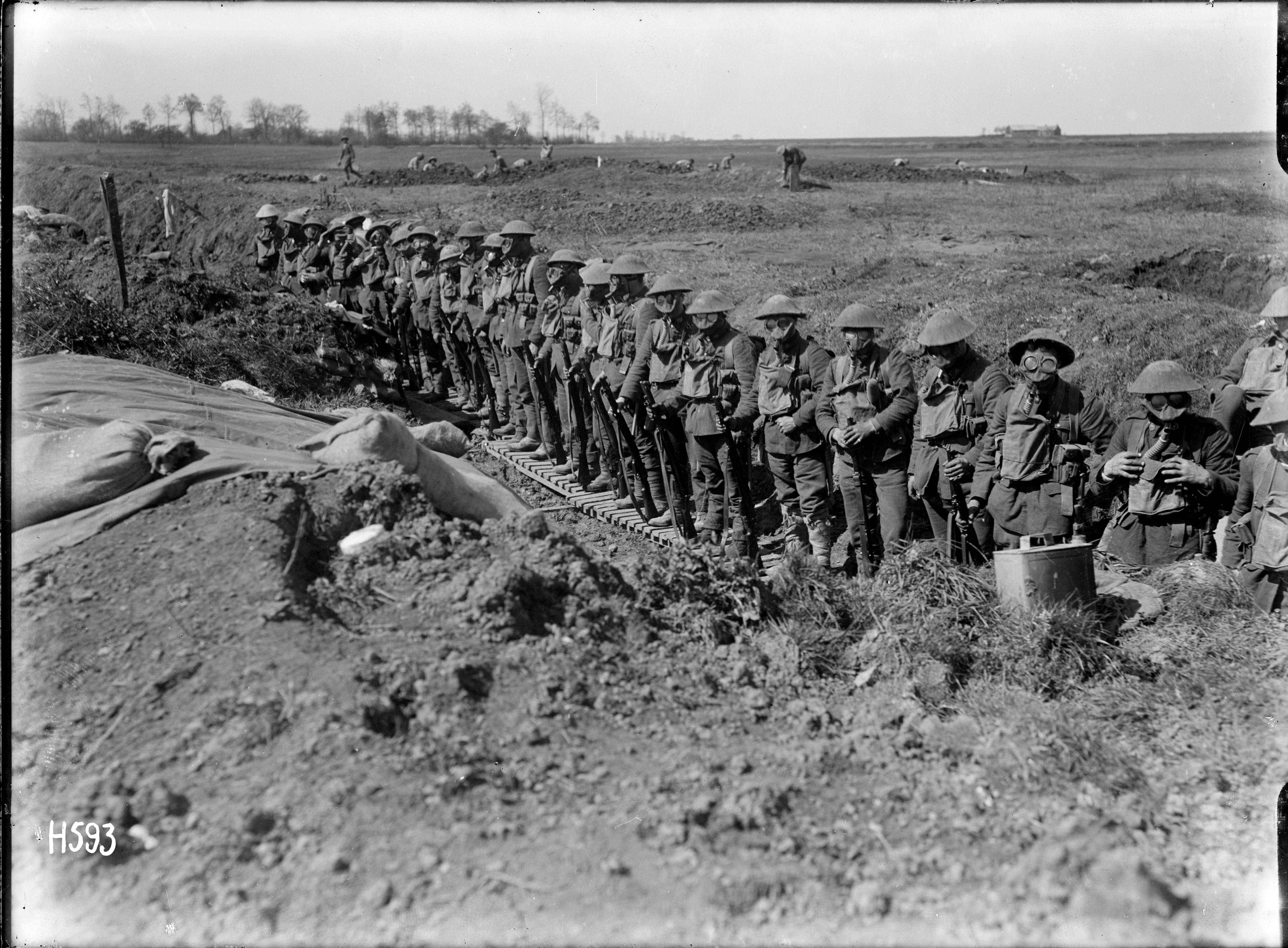
Inspection des masques à gaz du régiment Wellington.

Durant cette guerre, le village subit des destructions. Il a  été décoré de la Croix de guerre 1914-1918, le 28 octobre 1920.

## Politique et administration

### Rattachements administratifs et électoraux

#### Rattachements administratifs
La commune se trouvait depuis 1926 dans l'arrondissement d'Amiens du département de la Somme. Par arrêté préfectoral du 27 décembre 2016, la commune en est détachée le 1er janvier 2017 pour intégrer l'arrondissement de Péronne,
Elle faisait partie depuis sa création en 1849 du canton d'Acheux-en-Amiénois. Dans le cadre du redécoupage cantonal de 2014 en France, cette circonscription administrative territoriale a disparu, et le canton n'est plus qu'une circonscription électorale.

#### Rattachements électoraux
Pour les élections départementales, la commune fait partie depuis 2014 du canton d'Albert
Pour l'élection des députés, elle fait partie de la cinquième circonscription de la Somme.

### Intercommunalité
Colincamps est membre de la communauté de communes du Pays du Coquelicot, un établissement public de coopération intercommunale (EPCI) à fiscalité propre créé en 2001 et auquel la commune a transféré un certain nombre de ses compétences, dans les conditions déterminées par le code général des collectivités territoriales.

### Liste des maires
| Période                                  | Période                        | Identité                  | Étiquette | Qualité                                                           |
| ---------------------------------------- | ------------------------------ | ------------------------- | --------- | ----------------------------------------------------------------- |
| Les données manquantes sont à compléter. |                                |                           |           |                                                                   |
| 1964                                     | juin 1995                      | Jehan Le Roux de Bretagne |           |                                                                   |
| juin 1995                                | mai 2020                       | Bruno Le Roux de Bretagne |           | Agriculteur, fils du précédent                                    |
| mai 2020                                 | janvier 2023                   | Michel Billaud            |           | Agriculteur Démissionnaire                                        |
| mars 2023                                | En cours (au 30 novembre 2023) | Maxence de Bretagne       |           | Éducateur et comportementaliste canin, neveu de Bruno de Bretagne |

## Équipements et services publics

### Enseignement
Un syndicat scolaire (Sivu) liant la commune à celles d'Englebelmer, Courcelles-au-Bois, Mailly-Maillet, Bertrancourt et Auchonvillers gère le fonctionnement, l'aménagement, l'entretien des équipements et les activités péri-scolaires.

## Population et société

### Démographie
L'évolution du nombre d'habitants est connue à travers les recensements de la population effectués dans la commune depuis 1851. Pour les communes de moins de 10 000 habitants, une enquête de recensement portant sur toute la population est réalisée tous les cinq ans, les populations de référence des années intermédiaires étant quant à elles estimées par interpolation ou extrapolation. Pour la commune, le premier recensement exhaustif entrant dans le cadre du nouveau dispositif a été réalisé en 2008.

En 2022, la commune comptait 83 habitants, en évolution de −5,68 % par rapport à 2016 (Somme : −1,26 %, France hors Mayotte : +2,11 %).
| 1851 | 1856 | 1861 | 1866 | 1872 | 1876 | 1881 | 1886 | 1891 |
| ---- | ---- | ---- | ---- | ---- | ---- | ---- | ---- | ---- |
| 314  | 295  | 304  | 290  | 262  | 238  | 234  | 211  | 219  |

| 1896 | 1901 | 1906 | 1911 | 1921 | 1926 | 1931 | 1936 | 1946 |
| ---- | ---- | ---- | ---- | ---- | ---- | ---- | ---- | ---- |
| 226  | 190  | 183  | 173  | 114  | 117  | 129  | 135  | 139  |

| 1954 | 1962 | 1968 | 1975 | 1982 | 1990 | 1999 | 2006 | 2008 |
| ---- | ---- | ---- | ---- | ---- | ---- | ---- | ---- | ---- |
| 134  | 135  | 130  | 116  | 106  | 104  | 88   | 90   | 91   |

| 2013 | 2018 | 2022 | - | - | - | - | - | - |
| ---- | ---- | ---- | - | - | - | - | - | - |
| 82   | 89   | 83   | - | - | - | - | - | - |

## Culture locale et patrimoine

### Lieux et monuments
- Église Saint-Thomas-d'Aquin. La cloche date de 1898[26].
- Chapelle funéraire de 1898, près du cimetière, restaurée en 1995[26].
- Cimetière militaire britannique Euston Road Cemetery
- Cimetière militaire britannique de la Sucrerie Sucrerie Military Cemetery, Colincamps

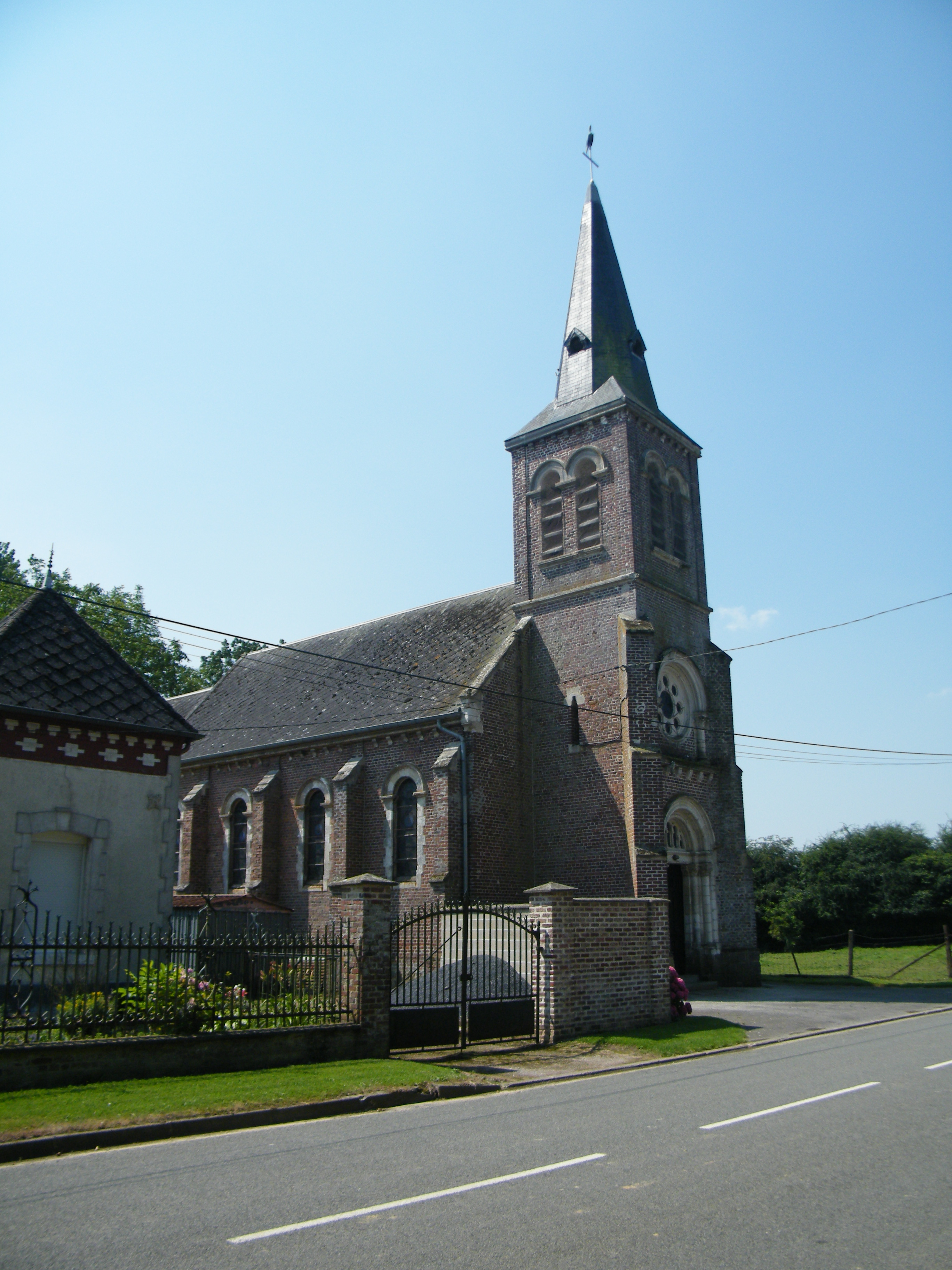
Eglise Saint-Thomas-d'Aquin.
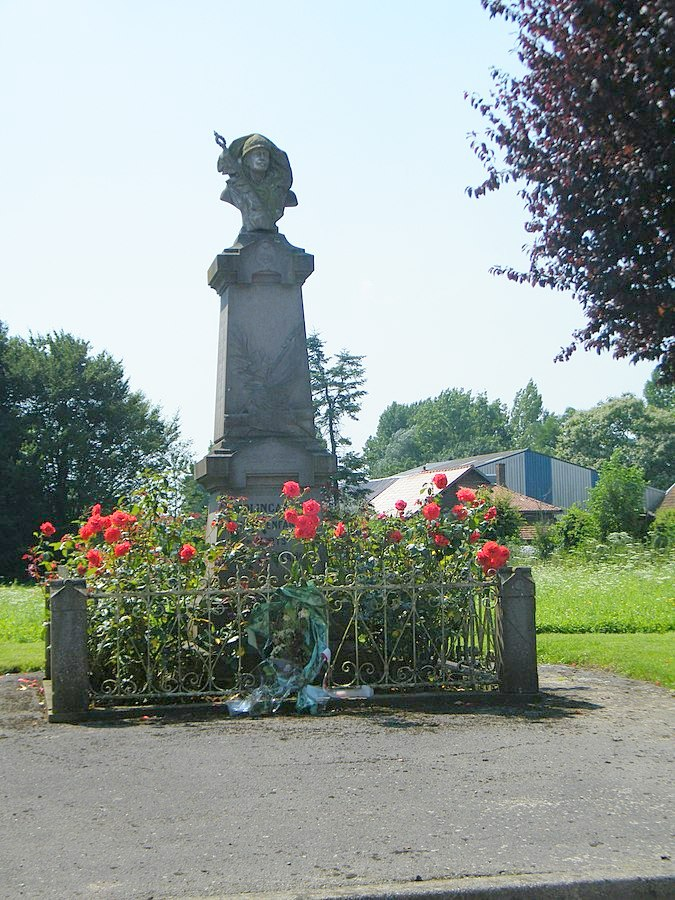
Monument aux morts.
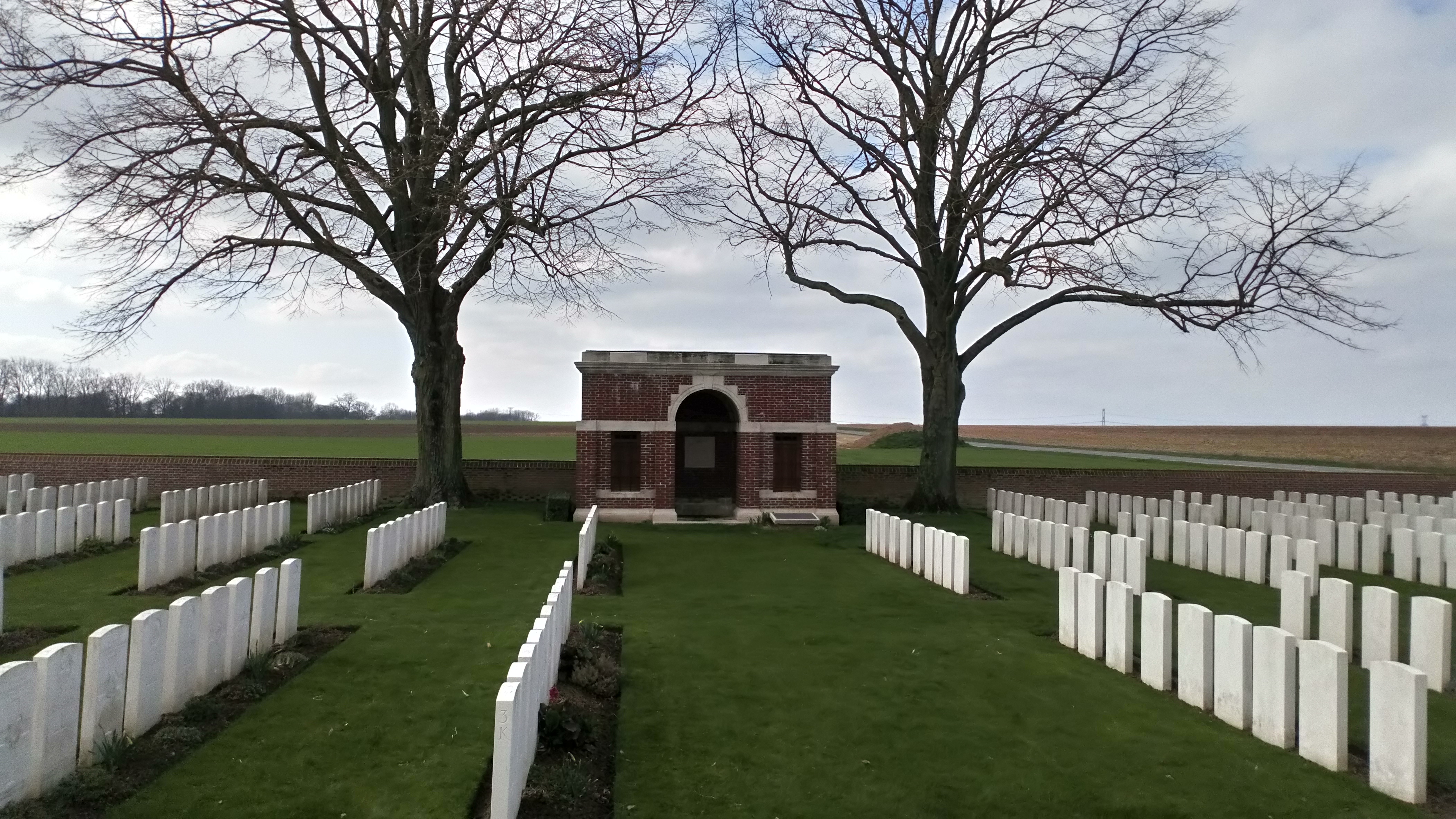
Cimetière militaire britannique Euston Road.
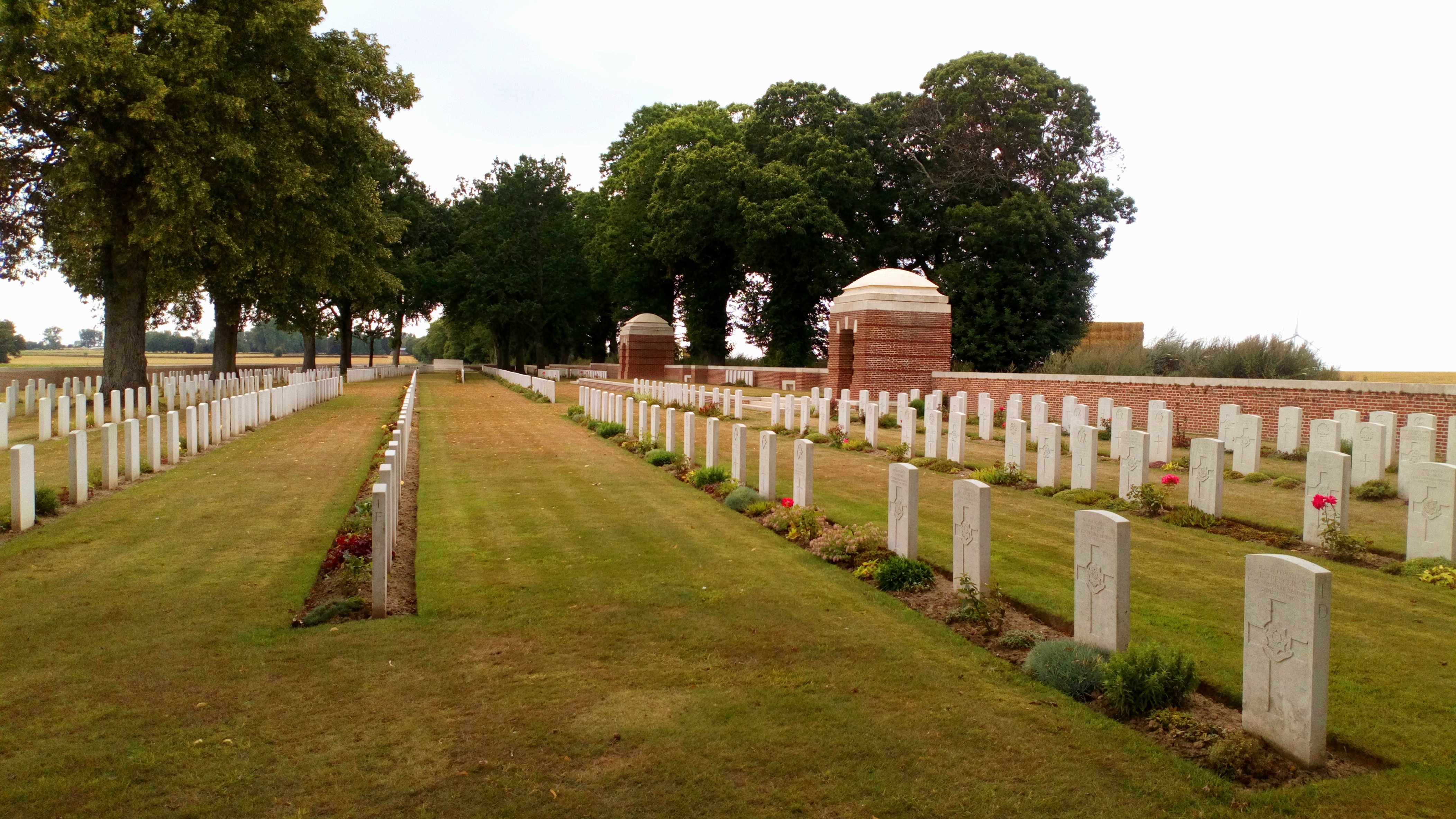
Cimetière militaire britannique de la Sucrerie